# Stijn Debrouwere
Stijn Debrouwere is een Belgische journalist, statisticus en data scientist die werkt voor de Belgische krant De Tijd. 
Debrouwere studeerde aan de Universiteit van Gent waar hij redacteur was bij het studentenblad Schamper. Hij begon zijn carrière in 2009 als medeoprichter van onderzoeksnieuwsstartup apache.be. 
In 2013 maakte hij deel uit van het data science-team van The Guardian in Londen. Debrouwere was contentstrateeg bij Amerikaanse lokale krant The Gazette en computerprogrammeur aan de Universiteit van Gent. 
Daarna werkte hij voor de nieuwsorganisatie het Tow Center for Digital Journalism, Fusion Media Group en de publieke omroep VRT.

## Erkenning
Voor Airbnb unlocked won hij in 2017 samen met Lars Bové en Tobe Steel De Loep in de categorie Signalerend. Een van de juryleden noemde het 'Een zeer grondige, complexe tijdlijn van een politiek topdossier in Vlaanderen.' Als dataspecialist bouwde Debrouwere een scraper, een computertechniek waarmee ongestructureerde data van een website geëxtraheerd kunnen worden en vervolgens gestructureerd kan worden opgeslagen.

## Prijzen
- 2017 - De Loep